# Demetriuskathedraal (Vladimir)
De Kathedraal van de Heilige Demetrius (Russisch: Дмитриевский собор), ook wel Dmitri-kathedraal genoemd, is een Russisch-orthodoxe kathedraal in de Russische stad Vladimir. De kathedraal maakt deel uit van de Witte monumenten van Vladimir en Soezdal en behoort tot het werelderfgoed van UNESCO.

## Geschiedenis
De kerk werd gebouwd in opdracht van prins Vsevolod III, onder wiens bewind Vladimir zeer welvarend werd, en is gewijd aan de heilige Demetrius van Thessaloniki. Er zijn geen exacte jaartallen tegen wanneer de bouw van de kathedraal heeft plaatsgevonden. Er zijn echter meerdere verslagen waarin melding wordt gedaan dat in 1197 het icoon van de heilige Demetrius vanuit Byzantium naar Vladimir werd gebracht. Om deze reden wordt aangenomen dat de bouw van de kathedraal omstreeks deze datum moet hebben plaatsgevonden. In de 16e en 17e eeuw vonden er verbouwingen plaats waardoor de kathedraal decoratieve elementen verloor. Oorspronkelijk werd de kerk omgeven door galerijen en torens en verbonden met het prinselijk paleis. Bij restauratiewerkzaamheden in de 19e eeuw werden deze aanbouwsels gesloopt.

## Na 1917
In 1919 werd de kathedraal door de bolsjewieken onttrokken aan de Russisch-orthodoxe kerk. De culturele waarde van de kerk werd echter wel erkend en daarom werd de kerk overgedragen aan het museum van Vladimir. In 1937 begon een restauratie van de kerk en ondanks de vijandelijkheden van de Tweede Wereldoorlog werd er doorgewerkt aan herstel van de kathedraal. Met name de instandhouding van uit kalksteen gesneden decoraties vergde de noodzakelijke aandacht. Vanaf het midden van de jaren 1970 werd de kathedraal voortdurend gerestaureerd. In de periode 1999-2004 werd een speciale beschermingslaag aangebracht, werd het kruis op de koepel vervangen en een klimaatbeheersingssysteem aangebracht. Na 30 jaar gesloten te zijn geweest werd de kerk in 2005 weer voor publiek geopend.

## Architectuur
De kerk heeft één koepel, heeft drie apsissen en is gebouwd op vier pijlers. De kerk is vooral beroemd vanwege de reliëfdecoraties van 600 heiligen en zowel mythische als bestaande schepsels uit de natuur. Bij de restauratie in de 19e eeuw werden enkele reliëfs vervangen door nieuwe, echter de meeste reliëfs zijn oorspronkelijk. In de kathedraal zijn enkele fragmenten van fresco's uit de 12e eeuw bewaard gebleven, in het bijzonder in de voorstelling van het Laatste Oordeel. Centrale figuur op drie gevels is Koning David. De psalmist geeft de sleutel tot het verstaan van de symboliek van de decoraties op de gevel: "Alles wat adem heeft love de Heer". De kerk is niet bijzonder groot, maar was dan ook bedoeld als kerk voor de prinselijke familie.
Op de zuidgevel van de kathedraal wordt een voorstelling van de hemelvaart van Alexander van Macedonië weergegeven (dit lijkt een beetje vreemd voor een christelijk gebouw, maar in de middeleeuwen was dit ook in West-Europa een populair thema). Op dit moment behoort de kathedraal tot het Vladimir-Soezdal openluchtmuseum.